# Mathias Kuhlmey
Mathias Kuhlmey (* 28. Februar 1966 in Hannover) ist ein ehemaliger deutscher Fußballprofi in der damals noch üblichen Position des Libero.

## Laufbahn
Kuhlmey wurde 1984 aus der eigenen A-Jugend von Hannover 96 in den Profikader geholt. Hannover stieg in der Saison 1984/85 in die 1. Bundesliga auf. Kuhlmey gelang es in seinem Profijahr als 18-Jähriger, sich einen Stammplatz zu erkämpfen. In der Saison 1985/86 kam er auf 23 Einsätze in der 1. Bundesliga und spielte sich auch ins Blickfeld der A-Nationalmannschaft, zur Berufung kam es aber nicht. 1986 stieg er mit Hannover in die 2. Liga ab. Kuhlmey blieb bis 1997 seinem Verein treu (174 Zweitligaeinsätze, 76 Erstligaeinsätze). Kuhlmey absolvierte 1986 1 U-21-Ländersiel für Deutschland. 1987 nahm er mit der Bundeswehr-Nationalmannschaft an der Militär-Weltmeisterschaft in Italien teil und belegte den zweiten Rang.
Mathias Kuhlmey ist Hannover 96 auch heute noch eng verbunden und regelmäßiger Gast der Ehemaligentreffen.

## Erfolge
- 1985 Aufstieg in die 1. Fußball-Bundesliga
- 1992 DFB-Pokalsieger (Kuhlmey wurde in der 120. Minute eingewechselt.)

„Ich hatte ja Mathias Kuhlmey noch zwei Minuten vor Schluss gebracht, damit er schießt. Dann sagt er, er schießt nicht. Ich sage: Du bist ein Idiot, ich habe dich doch deswegen eingewechselt.“